# Charles Henri d'Estaing
Jean-Baptiste Charles Henri Hector, hrabě d'Estaing (20. listopadu 1729 zámek Ravel – 28. dubna 1794, Paříž) byl francouzský námořní důstojník a admirál během sedmileté války a americké války za nezávislost.

## Životopis
Charles Henri d'Estaing původně začal svou vojenskou kariéru u pěchoty, ihned jako plukovník a velitel pluku kvůli svému aristokratickému původu. Během sedmileté války bojoval ve východní Indii. Během obléhání Madrasu v letech 1758/1759 byl zajat Brity, ale byl podmínečně propuštěn. Navzdory slibu, že se nezúčastní žádných dalších bojů, podnikl d'Estaing soukromou cestu do Perského zálivu. Když byl znovu zajat, byl uvězněn v Portsmouthu.
Po Pařížském míru v roce 1763 se d'Estaing připojil k námořnictvu v hodnosti poručíka. Po vypuknutí americké války za nezávislost byl v roce 1775 povýšen na viceadmirála a dostal velení eskadry v Severní Americe. Jeho vojenské úspěchy v této válce byly zpočátku spíše skromné. Admirál Howe mu unikl kvůli jeho váhavému přístupu před Delaware. V srpnu 1778 zničil pět britských fregat v zátoce Naragansett. Bitvě s Howem, který mezitím dokázal posílit svou eskadru, zabránilo špatné počasí. V prosinci téhož roku se marně pokoušel dobýt zpět ostrov Svatá Lucie obsazený Barringtonem. Na oplátku se mu však v červenci 1779 podařilo dobýt ostrov Grenada. V následné námořní bitvě u Grenady se mu podařilo odrazit Brity pod vedením admirála Johna Byrona. Tím se zabránilo opětovnému dobytí ostrova Angličany. V srpnu zaútočil na Angličany v Savannah, které pak 29. prosince 1778 bránil. I když nebylo možné město dobýt společně s americkými pozemními silami, byli Britové nuceni své jednotky posílit. V důsledku toho byl Rhode Island evakuován a britská námořní základna v zátoce Naragansett byla opuštěna.
Po svém návratu do Francie byl d'Estaing přesto oslavován jako hrdina navzdory nedostatku úspěchu. Až do míru z roku 1783 velel francouzsko-španělské eskadře z Cádizu.
Po vypuknutí Francouzské revoluce se stal velitelem Národní gardy ve Versailles. Během ženského pochodu na Versailles ve dnech 5.–6. října 1789 zůstal zpočátku pasivní, ale poté s Národní gardou doprovodil královský pár z Versailles do Palais des Tuileries v Paříži. V procesu s Marií Antoinettou v říjnu 1793 byl povolán jako svědek proti královně, ale nemohl nebo nechtěl vypovědět nic skutečně usvědčujícího. V březnu 1794 – nyní sám obviněn ze spiknutí – byl odsouzen k trestu smrti gilotinou. Byl popraven 28. dubna 1794.
Jeho smrtí skončila linie hrabat d'Estaing. Pozdější francouzský prezident Valéry Giscard d'Estaing z této rodiny nepochází; jeho otec koupil tento titul v roce 1922.